# Jüdischer Friedhof (Fürstenfelde)

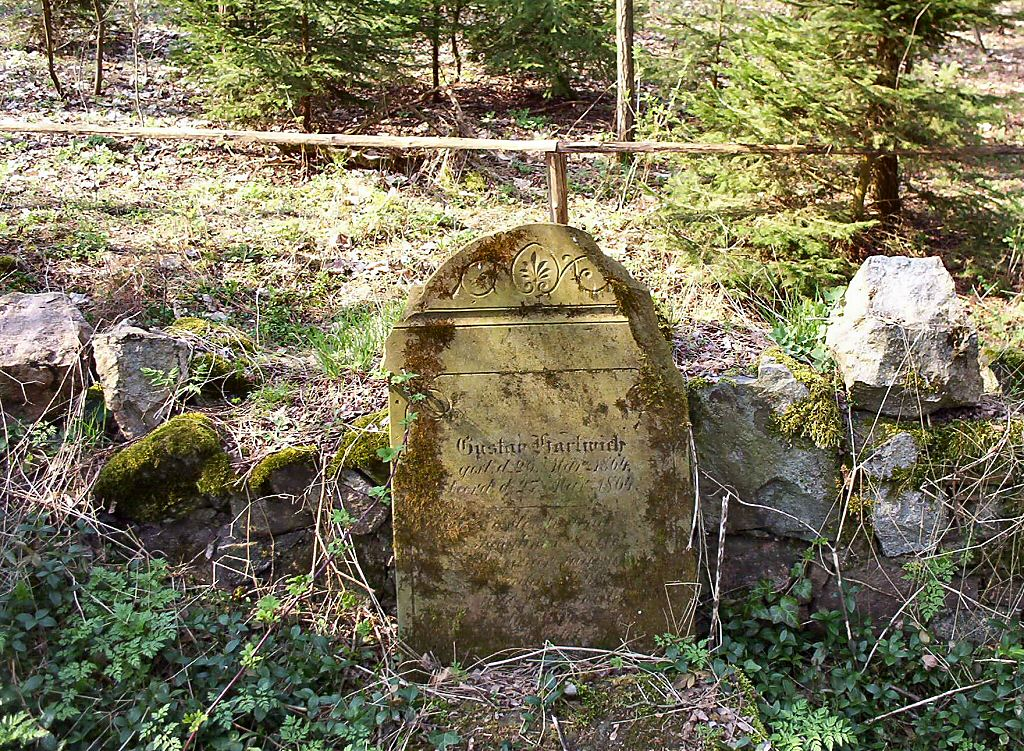
Jüdischer Friedhof in Fürstenfelde

Der Jüdische Friedhof in Fürstenfelde (polnisch Boleszkowice), einer polnischen Gemeinde im Powiat Myśliborski in der Woiwodschaft Westpommern, wurde vor 1853 angelegt.
Im Messtischblatt von 1880 (Preußische Landesaufnahme) ist der Friedhof südwestlich des Ortes im nahe gelegenen Wald eingezeichnet (siehe Karte). Diese jüdischen Friedhöfe wurden mit „Begräbnisplatz“ und einem „L“ statt einem † in den Karten signiert. Sie lagen in der Regel weit außerhalb der Orte oder an Stellen mit nur wirtschaftlicher Bedeutung, z. B. Scheunenviertel oder wie hier der nahe gelegenen Ziegelei.

Jüdischer Friedhof (Begräbnisplatz) bei Fürstenfelde 1880

Vom jüdischen Friedhof, der in Richtung Kostrzyn nad Odrą liegt, sind nur noch wenige Grabsteine erhalten.